# Fimbraria tenella
Fimbraria tenella là một loài rêu trong họ Aytoniaceae. Loài này được L. Nees mô tả khoa học đầu tiên năm 1820.